# ASKÖ Klingenbach

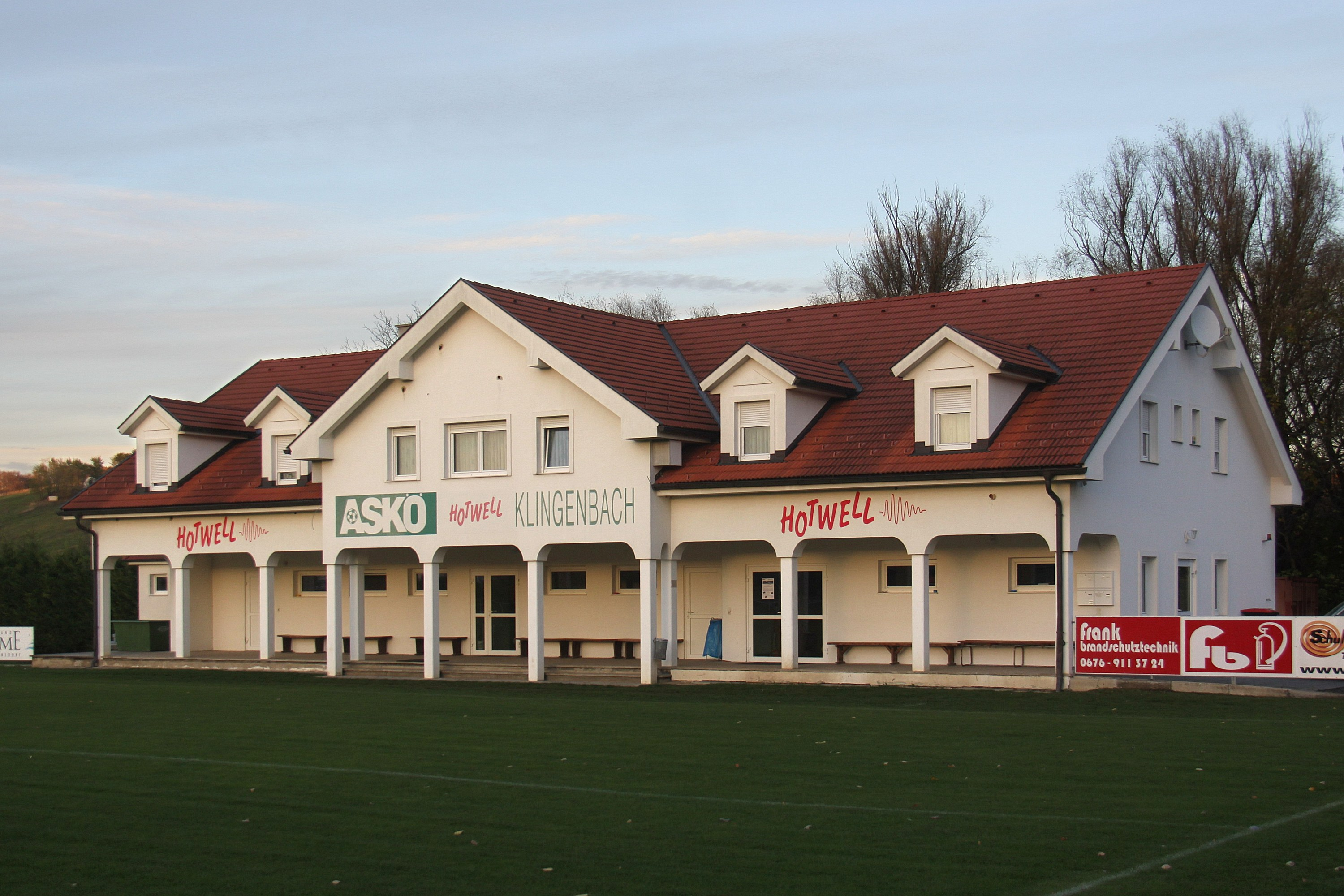
Klubhaus und Kabinen des ASKÖ Klingenbach (2013)

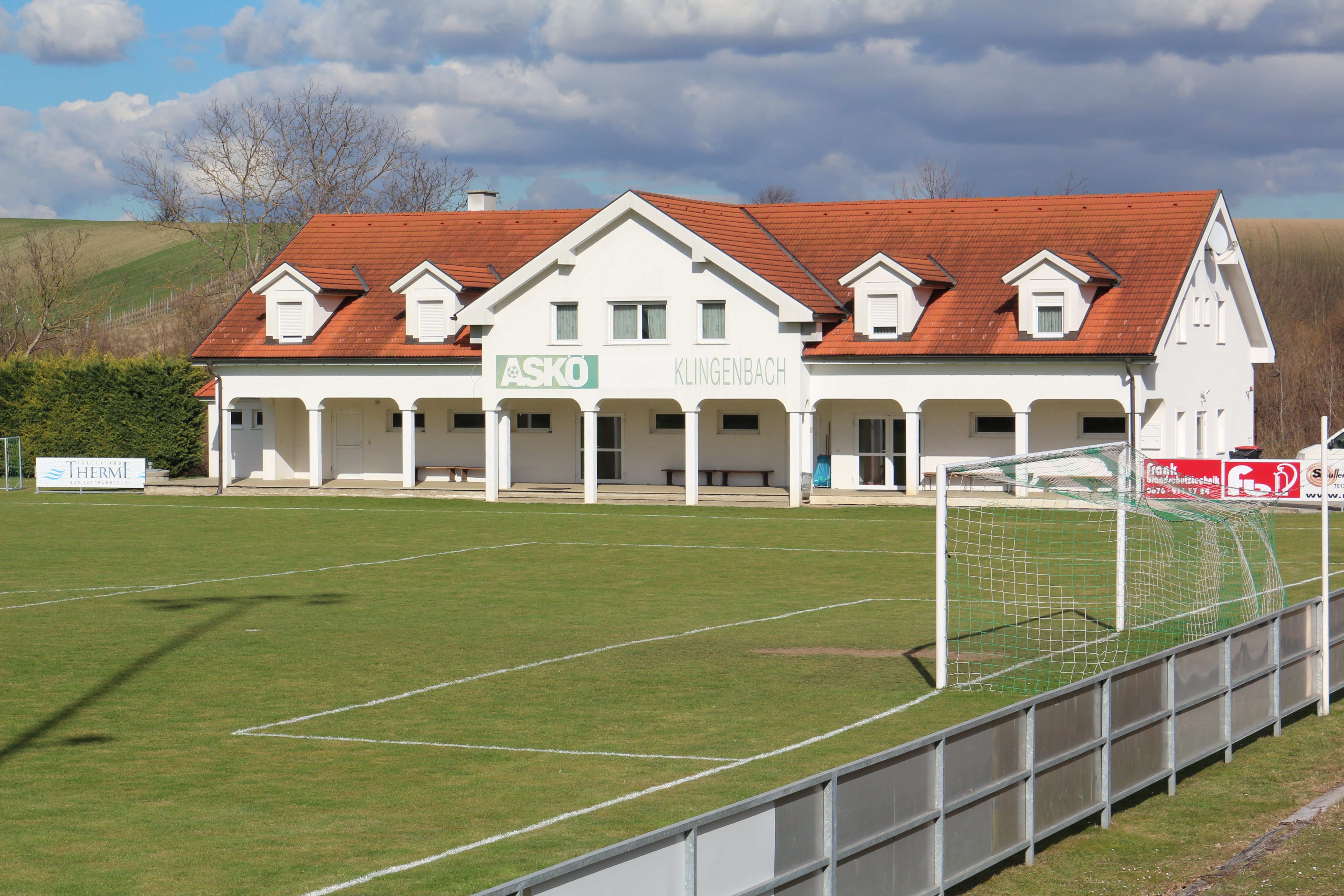
Klubhaus und Kabinen des ASKÖ Klingenbach (2019)

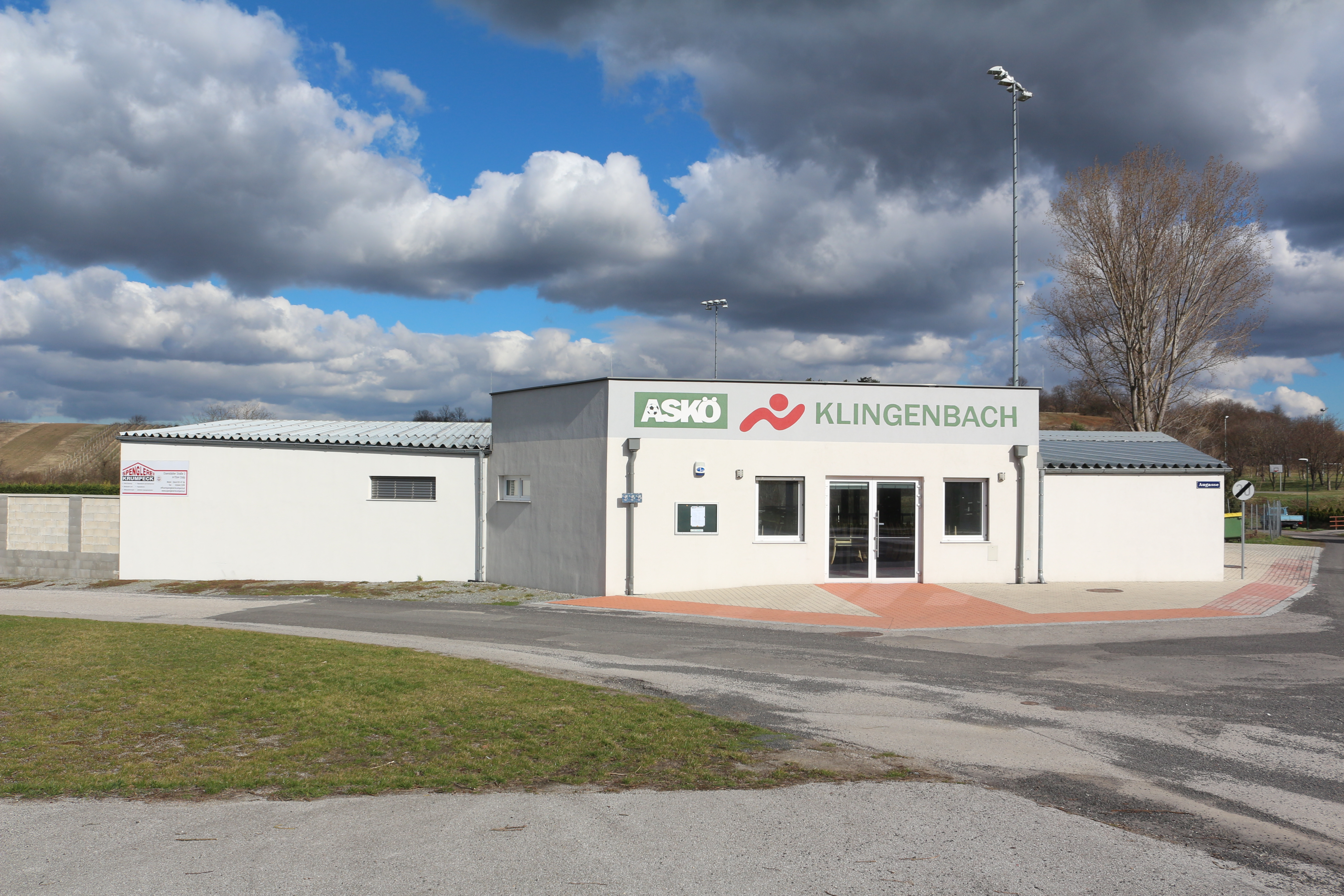
Hauptgebäude mit Buffet des ASKÖ Klingenbach (2019)

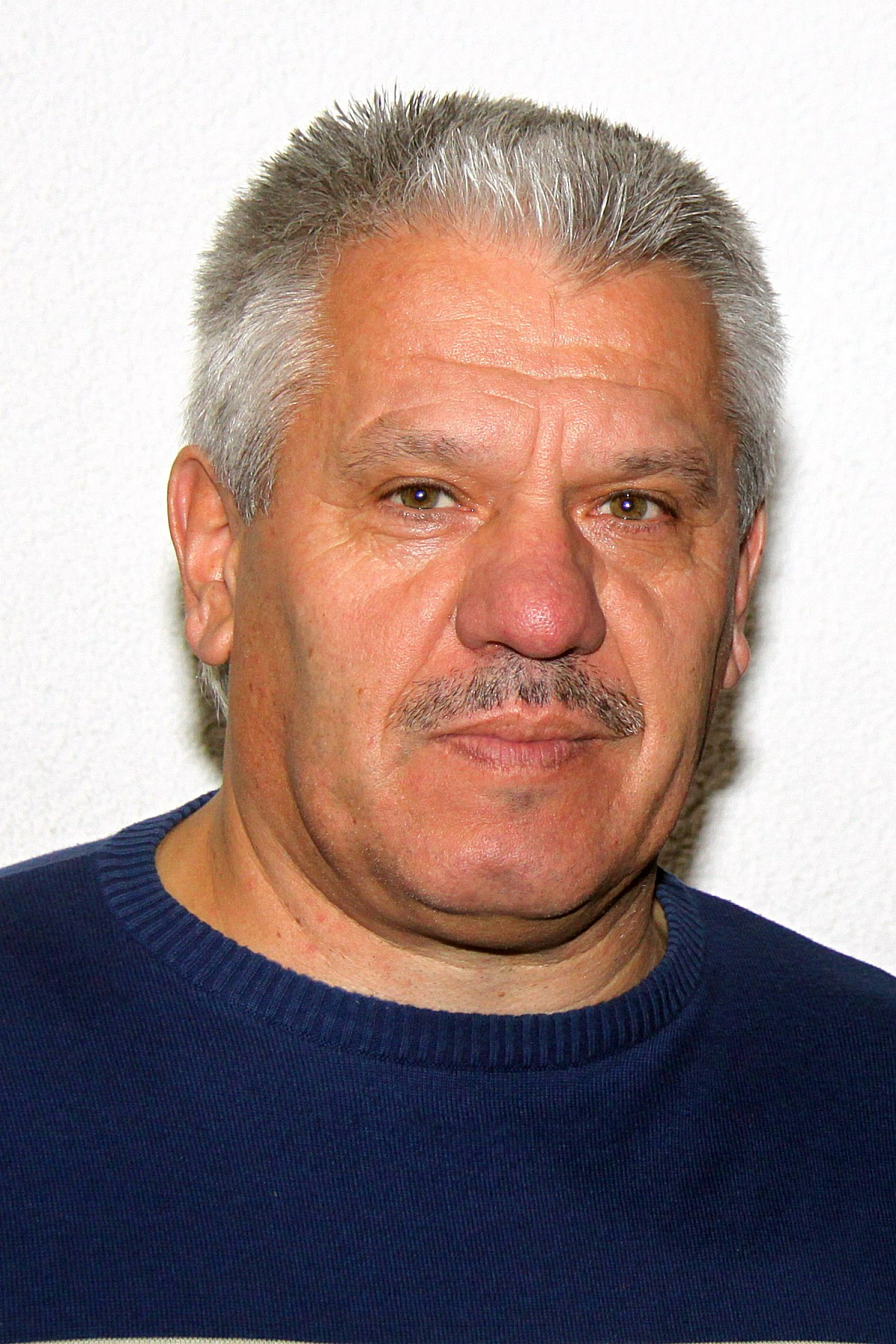
Der ehemalige Nationalteamspieler Johann Dihanich war Obmann und in mehreren Amtszeiten Trainer des ASKÖ Klingenbach.

Der ASKÖ Klingenbach ist ein österreichischer Fußballverein in der Marktgemeinde Klingenbach im Burgenland. Er gehört dem Burgenländischen Fußballverband an. Gegenwärtig spielt der Verein in der viertklassigen Landesliga Burgenland.

## Geschichte

### Bewegte Anfangsjahre
Der Verein wurde 1945, in Anspielung auf die nahe Grenze zum Eisernen Vorhang in Ungarn, als Arbeitersportclub Klingenbach-Sonnenaufgang gegründet und beim Burgenländischen Fußballverband angemeldet. Gründungsmitglieder waren Josef Dragschitz, Pius Zoklits und Hermann Csmarits, der auch als erster Obmann fungierte. Der Verein nahm bereits ab der Saison 1945/46 an der Meisterschaft der II. Klasse A teil.
Schon in der Saison 1948/49 stellte sich der erste Erfolg ein. Der ASC Klingenbach verwies den SC Zillingtal und die SVg Wulkaprodersdorf auf die Plätze und wurde Meister der 2. Klasse A Mitte und stieg in die 1. Klasse Mitte auf. In der Saison 1950/51 mussten die Klingenbacher als Vorletzte aber wieder absteigen.
In der Saison 1956/57 nahm der ASC Klingenbach einen neuen Anlauf und sicherte sich vor dem UFC St. Georgen den Meistertitel in der 2. Klasse B Nord und damit den Aufstieg in die 1. Klasse B Nord. Diesmal schlug sich der Verein erfolgreicher und konnte nicht nur die Klasse halten, sondern in der Saison 1961/62 vor dem SC Rust den Meistertitel in der 1. Klasse B Nord feiern und in die II. Liga Nord aufsteigen. In der Saison 1964/65 reichte es jedoch nur zum letzten Platz und es ging wieder nach unten. Bitter war 1968/69 der weitere Absturz, denn obwohl man mit dem SC Breitenbrunn und dem FC Illmitz punktegleich war, musste man als Vorletzter aus der 1. Klasse Nord absteigen. Eine längere Durststrecke in der letzten Klasse war die Folge davon.

### Erster Höhenflug in die Landesliga
Erst in der Saison 1973/74 machte Klingenbach wieder von sich reden und sicherte sich mit acht Punkten Vorsprung auf den SC Wimpassing an der Leitha den Meistertitel in der II. Klasse B Gruppe Nord und stieg in die 1. Klasse Nord auf. Dort wurde auf Anhieb der vierte Platz belegt.
Neuerlich Grund zu jubeln gab es in der Saison 1976/77, als sich der ASKÖ Klingenbach den Meistertitel in der 1. Klasse Nord vor dem ASV Frauenkirchen sicherte und in die II. Liga Nord aufstieg. Dort ging es für den Verein in der gleichen Tonart weiter und am Ende der Saison 1977/78 stand der überlegene Meistertitel mit neun Punkten Vorsprung (es galt noch die Zwei-Punkte-Regel) vor dem FC Illmitz fest. Der ASKÖ Klingenbach stieg damit in die Landesliga Burgenland auf. Die Mannschaft setzte sich aus folgenden Spielern zusammen: Franz Sturm, Rudolf Frank; Johann Pittner, Matthias Steiger, Stefan Schimetits, Franz Frank, Peter Dihanich, Ernst Frank, Johann Dihanich, Matthias Klemenschitz, Jakob Steiger; Josef Stiglitz, Willi Hamm, Christian Wukovits, Gerhard Gavenda und Stefan Springschitz. Besonders ein Akteur konnte sich dabei in den Vordergrund spielen, denn Johann Dihanich wurde vom Platz weg vom FK Austria Wien verpflichtet, wo er eine Karriere startete, die ihn bis in die Österreichische Nationalmannschaft führte (10 Einsätze).
Das Dasein in der Landesliga Burgenland war jedoch nur von kurzer Dauer, denn bereits in der Saison 1979/80 als abgeschlagener Letztplatzierter wieder in die II. Liga Nord absteigen. Dennoch war das Jahr 1980 ein wichtiges in der Vereinsgeschichte, denn der neue Sportplatz, das Grenzstadion konnte mit einem Freundschaftsspiel gegen den Bundesligaaufsteiger SC Eisenstadt (Endstand 0:4) bezogen werden. Die Eröffnung wurde von Landeshauptmann Theodor Kery vorgenommen.
Obwohl der Verein eine weitere Talfahrt befürchtete, konnte er sich in der II. Liga Nord behaupten. Zwar landete er immer wieder in der unteren Tabellenhälfte, doch konnte er die Liga halten. Erst 1986/87 ging es unter Obmann Viktor Dihanich und Trainer Norbert Barisits wieder bergauf und der ASKÖ Klingenbach scheiterte mit einem Punkt Rückstand nur knapp am Meister FC Andau. In der Saison 1987/88 musste Klingenbach abermals mit dem zweiten Platz hinter dem SV Gols vorliebnehmen. Auch der dritte Anlauf in der Saison 1988/89 brachte nur den Vizemeistertitel. Diesmal hatte der UFC Purbach die Nase vorne.

### Absolutes Highlight – Aufstieg in die 2. Division
In der Saison 1989/90 war es endlich so weit. Der ASKÖ Klingenbach sicherte sich nach drei Vizemeistertiteln in Folge vor dem ASV Steinbrunn den Meistertitel in der II. Liga Nord und stieg neuerlich in die Landesliga auf. Nachdem es in der Folgesaison nur darum ging, die Liga zu halten, was mit dem zehnten Platz sicher gelang, konnte sich der Verein 1991/92 hinter dem SC Eisenstadt den Vizemeistertitel sichern. Damit konnte sich Klingenbach zum ersten Mal für den ÖFB-Cup qualifizieren. In der zweiten Runde war jedoch Endstation, denn das Spiel am 13. September 1992 gegen den Kremser SC ging 0:2 verloren.
Nachdem die Mannschaft im Sommer deutlich verstärkt wurde, ging man mit großen Erwartungen in die Saison 1992/93. Diese Hoffnungen lagen in erster Linie an Hans Dihanich, der nach 14-jähriger Profilaufbahn zurück zu seinem Stammverein kam. Die Erwartungen wurden mehr als übertroffen, denn der ASKÖ Klingenbach sicherte sich vor dem SV Rohrbach und der SV Mattersburg den Meistertitel in der Landesliga und stieg damit erstmals in die Regionalliga Ost auf. Der Verein war damit in der dritthöchsten Leistungsstufe angelangt. Durch den Erfolg konnte mit dem Transport- und Logistikunternehmen Royalsped, mit Hauptsitz in Klingenbach, erstmals ein offizieller Sponsor gewonnen werden, weshalb sich der Verein ab 1993 ASK Royalsped Klingenbach nannte.
Mit gemischten Gefühlen gingen die Klingenbacher in die Saison 1993/94 in der Regionalliga Ost. Ausgegebenes Ziel war der Klassenerhalt. Die Mannschaft übertraf jedoch auch die kühnsten Erwartungen. Sie übernahm in der ersten Runde die Tabellenführung und hielt diese Position bis zur 18. Runde. In der 24. Runde holte sie sich die Tabellenführung zurück und gab diese nicht mehr ab. Die Sensation war perfekt. Durch den Meistertitel, einen Punkt vor der SV Schwechat und zwei Punkte vor dem SR Donaufeld stieg der ASKÖ Klingenbach in die Bundesliga 2. Division, die zweithöchste Liga, auf. Die burgenländischen Sportjournalisten wählten den ASKÖ Klingenbach zur „Mannschaft des Jahres“ und bezeichneten das kleine Klingenbach, das gerade einmal 1150 Einwohner zählte, als „Fußballhauptstadt des Burgenlandes“.
Für die Bundesliga musste das Grenzstadion mit einer neuen Flutlichtanlage fit gemacht werden. Die übrigen Infrastruktureinrichtungen, wie eine überdachte Tribüne und das Klubhaus mit den Kabinen, einer Sauna, einem Aufenthaltsraum und einem Videoraum waren bereits vorhanden.
Die Mannschaft wurde im Sommer 1994 für die 2. Division mit 16 Neuzugängen kräftig verstärkt. Mit folgendem Kader ging Trainer Norbert Barisits in die Saison 1994/95: Ulrich Meusburger, Leopold Figl; Markus Pachhammer, Christoph Jank, Rudolf Hartmann, Gregor Hausegger, Roman Radits, Milan Bagin (Slowakei), Michael Keller, Paul Hafner, Ewald Frank, Christian Horvath, Bernhard Frank; Laszlo Teke, Johann Dihanich, Milan Kušnír (Slowakei), Ernst Berger, Alfred Wagentristl, Dušan Ivan (Slowakei), Gerald Gessler, Bernd Illedich, Rene Strobl; Werner Bendekovits, Kurt Pohl, Miroslav Žiga (Slowakei), Thomas Weigl, Heimo Jani, Michael Zwonarits und Nikolaus Sauer. Die Anlaufschwierigkeiten waren nicht zu übersehen und nach 14 Runden stand gerade einmal ein einziger Sieg auf dem Konto. Im Frühjahr 1995 steigerte sich die Mannschaft und schaffte noch hauchdünn dank der bessern Tordifferenz vor dem FC Puch den Verbleib in der Liga.

### Geordneter Rückzug – wieder retour in die Landesliga Burgenland
In der Saison 1995/96 kam jedoch der unvermeidliche Abstieg. Klingenbach kam über den letzten Platz nicht hinaus. Obmann Viktor Dihanich und Trainer Norbert Barisits kehrten im Winter 1995 dem Verein den Rücken. Peter Dihanich und Frank Franz übernahmen die Führung des Vereines, Hans Dihanich das Traineramt. Der Abstieg im Juni 1996 jedoch war besiegelt. Daran konnte auch der Trainerwechsel nichts ändern. In der Regionalliga Ost konnte man in der Saison 1996/97 in der ersten Meisterschaftshälfte mit dem späteren Aufsteiger ASK Kottingbrunn noch mithalten, doch am Ende musste man sich mit dem dritten Platz hinter dem Wiener Sport-Club begnügen. Klingenbach sicherte sich in den folgenden Jahren einen Stammplatz in der Ostliga und war durchwegs im gesicherten Mittelfeld zu finden.
Im Herbst 2002 erwischte Klingenbach einen katastrophalen Saisonstart. In 15 Spielen brachte es die Mannschaft unter Trainer Josef Lackner gerade einmal auf fünf Punkte. Da nützte es auch nichts mehr, dass der ASKÖ Klingenbach im Frühjahr in ebenso vielen Spielen 20 Zähler auf sein Konto bringen konnte. Damit hieß es nach der Saison 2002/03 als Vorletzter, nach siebenjähriger Zugehörigkeit, aus der Regionalliga Ost Abschied zu nehmen. Für den Verein war es kein Mirakel, weil der Verein wirtschaftlich völlig gesund war und sportlich top dastand. Dass man nicht ewig in der zweit- bzw. dritthöchsten Spielklasse Österreichs sein wird, war jeder Klingenbacherin und jedem Klingenbacher – insbesondere den Funktionären – klar. Viel wichtiger war, dass der Verein wirtschaftlich auf einem soliden Fundament stand und für die Burgenländische Landesliga sportlich bestens gerüstet war.
Nach einem zehnten Platz in der Saison 2003/04 konnte Klingenbach im Spieljahr 2004/05 wieder an der Spitze mitspielen und erreichte den dritten Rang.
Mit dem Beitritt Ungarns zur EU im Jahr 2004 löste die Firma Royalsped auch ihren Standort in Klingenbach auf, wodurch der ASKÖ Klingenbach vorerst ohne Sponsor dastand. Ersatz konnte in der Klingenbacher Firma Hotwell, die sich mit Bohrlochmessungen im Bereich der Erdöl-Industrie beschäftigt, gefunden werden, weshalb der Verein im Jahr 2005 offiziell in „ASKÖ Hotwell Klingenbach“ umbenannt wurde.
Nach zwei durchschnittlichen Jahren, die die Plätze sieben (2005/06) und zehn (2006/07) brachten, schlitterte der ASKÖ Klingenbach in den folgenden drei Spieljahren in eine sportliche Krise, die beinahe zum Abstieg geführt hätte. 2007/08 und 2008/09 kam der Verein über 13. Plätze nicht hinaus und lag damit gerade einmal einen Rang über den Abstiegsplätzen. 2009/10 schien der Abstieg unvermeidbar, doch profitierte Klingenbach davon, dass in dieser Saison klein burgenländischer Verein aus der Regionalliga Ost abstieg und so mit dem 14. Rang doch noch der Klassenerhalt geschafft wurde. Beim Verein wurden daraus die Lehren gezogen und in der Saison 2010/11 erreichte Klingenbach mit dem dritten Rang die beste Platzierung in der Landesliga seit dem Abstieg aus der Regionalliga. In der Saison 2011/12 schloss der ASKÖ Klingenbach mit dem neunten Platz ab. Auf diesem Rang stand die Mannschaft auch nach Ende der Herbstsaison 2013.
Bei der Generalversammlung im Dezember 2009 wurde Johann Dihanich zum Obmann des Vereines gewählt, seine beiden Stellvertreter sind Viktor Klemenschitz und Bernhard Frank. Ergänzt wird das Team durch Rudolf Frank (Kassier), Rudolf Karall (Sektionsleiter) und Claudia Frank, die Schriftführerin des Vereines ist.
Eine bewegte Saison erlebten die Klingenbacher 2015/16. Johann Dihanich holte Wilhelm Kreuz zum Verein, der ihn als Trainer ablöste. Dieser konnte sich jedoch überhaupt nicht durchsetzen. Nachdem die Klingenbacher nach neun Spielen mit nur zwei Punkten am Tabellenende lagen, wurde Kreuz durch Günther Schiffer ersetzt, unter dem es nicht wesentlich besser lief. Deshalb musste Johann Dihanich wieder selbst einspringen. Unter ihm holte Klingenbach aus 11 Spielen 18 Punkte und schaffte damit den Sprung vom Tabellenende auf den rettenden 13. Platz, der dank der besseren Tordifferenz gegenüber dem FC Deutschkreutz gesichert werden konnte. Der Abstieg in die II. Liga wurde dadurch gerade noch vermieden werden. Wie knapp die Entscheidung war verdeutlicht, dass der Ausgleichstreffer zum 1:1-Unentschieden beim UFC Jennersdorf durch den kurz zuvor eingewechselten Marco Laubner erst in der 89. Spielminute gelang.

## Erfolge
- 1948/49 Meister der 2. Klasse A Mitte und Aufstieg in die 1. Klasse Mitte
- 1956/57 Meister der 2. Klasse B Nord und Aufstieg in die 1. Klasse B Nord
- 1961/62 Meister der 1. Klasse B und Aufstieg in die II. Liga Nord
- 1973/74 Meister der 2. Klasse B, Gruppe Nord und Aufstieg in die 1. Klasse B
- 1976/77 Meister der 1. Klasse B und Aufstieg in die II. Liga Nord
- 1977/78 Meister der II. Liga Nord und Aufstieg in die Landesliga
- 1989/90 Meister der II. Liga Nord und Aufstieg in die Landesliga
- 1992/93 Meister der Landesliga und Aufstieg in die Regionalliga Ost
- 1993/94 Meister der Regionalliga Ost und Aufstieg in die 2. Division

## Chronik der Obmänner und Trainer
| Funktionszeit     | Obmann                           |
| ----------------- | -------------------------------- |
| 1945              | Hermann Csmarits                 |
| 1945 – 1946       | Johann Schinkovits               |
| 1946 – 1950       | Hermann Csmarits                 |
| 1951 – 1959       | Karl Csmarits                    |
| 1959 – 1960       | Josef Schwarz                    |
| 1960 – 1961       | Josef Dimlits                    |
| 1961 – 1962       | Josef Schimetits jr.             |
| 1962 – 1963       | Josef Schwarz                    |
| 1963 – 1964       | Josef Schimetits jr.             |
| 1964 – 1967       | Hermann Csmarits                 |
| 1967 – 1971       | Josef Dragschits                 |
| 1971 – 1975       | Franz Schuller                   |
| 1975 – 1984       | Franz Frank                      |
| 1984 – 1995       | Viktor Dihanich                  |
| 1995 – 2005       | Franz Frank und Peter Dihanich   |
| 04/2005 – 07/2005 | Peter Jandrisits                 |
| 07/2005 – 2006    | Bernhard Frank und Franz Steiger |
| 2006 – 2009       | Franz Steiger                    |
| 2009 – 2019       | Johann Dihanich                  |
| seit 2019         | Dominik Dihanich                 |

| Dauer             | Trainer |
| ----------------- | --- |
| vor 1987          | Johann Palatin, Josef Maleschits, Robert Kainer, Josef Granabetter, Matthias Klemenschits, Jakob Steiger, Fritz Reinhalter und Leopold Szoldatits |
| 06/1987 – 06/1995 | Norbert Barisits |
| 07/1995 – 06/2000 | Johann Dihanich |
| 07/2000 – 06/2001 | Franz Weiss |
| 07/2001 – 06/2002 | Anton Dragun |
| 07/2002 – 06/2003 | Josef Lackner |
| 07/2003 – 06/2005 | Kurt Hoffer |
| 07/2005 – 06/2006 | Bernd Fischer |
| 07/2006 – 12/2006 | Rudolf Hartmann |
| 01/2007 – 03/2008 | Johann Dihanich |
| 04/2008 – 06/2009 | Viktor Rothpuller |
| 04/2008 – 04/2009 | Rudolf Hartmann |
| 05/2009 – 06/2009 | Josef Degeorgi |
| 07/2009 – 04/2010 | Karl Terdy |
| 05/2010 – 06/2010 | Kurt Hoffer |
| 07/2010 – 14/2012 | Josef Lackner |
| 04/2012 – 06/2015 | Johann Dihanich |
| 07/2015 – 10/2015 | Wilhelm Kreuz |
| 10/2015 – 04/2016 | Günther Schiffer |
| 04/2016 – 06/2017 | Johann Dihanich |
| 07/2017 – 10/2017 | Peter Kastanek |
| 01/2018 – 06/2018 | Christoph Mandl |
| 07/2018 – 06/2019 | Johann Dihanich |
| 07/2019 – 05/2020 | Marcus Pürk |
| seit 07/2020      | Wolfgang Hatzl |

## Bekannte Spieler und Trainer
- Johann Dihanich – Der Klingenbacher Eigenbauspieler wurde 1978 vom FK Austria Wien verpflichtet, von wo ihn die Wege auch zum FC Wacker Innsbruck, Grazer AK und VÖEST Linz führten. Im Jänner 1992 kehrte er nach Klingenbach, zuerst als Spieler und dann als Spielertrainer zurück. Von 2006 bis 2008 war er abermals Trainer der Mannschaft. Nach einem Intermezzo beim FK Austria Wien von Jänner 2009 bis Juni 2010, wo er die zweite Mannschaft coachte, übernahm er bei seinem Heimatverein die Funktion des Obmanns und ist seit April 2012 abermals auch Trainer der Mannschaft.[13]
- Josef Degeorgi – Der erfahrene Bundesliga- (365 Einsätze) und Nationalspieler (10 Länderspiele) spielte von 1992 bis 1995 für Klingenbach. Von Mai bis Juni 2009 sprang er zudem als Interimstrainer ein.[14]
- Karl Brauneder – Der erfahrene Bundesliga- (477 Einsätze) und Nationalspieler (19 Länderspiele) spielte von Jänner 1996 bis Juni 1998 für den ASKÖ Klingenbach.[15]
- Hannes Pleva – Der 143-fache Bundesligaspieler (FK Austria Wien, VSE St. Pölten und Wiener Sportclub) kam 1999 nach Klingenbach und blieb bis 2004[16]
- Ilčo Naumoski – Der mazedonische Teamspieler, der in der Saison 2001/02 als 18-Jähriger nach Klingenbach kam und dann zum Grazer AK wechselte, startete von hier aus seine Karriere.[17]
- Krisztián Tiber – Der ungarische Torschützenkönig der Saison 1997/98, der mit Debreceni VSC bis in den UEFA-Cup kam, spielte in der Saison 2004/05 für Klingenbach.[18]
- Norbert Barisits – War von 1987 bis Dezember 1995 Trainer in Klingenbach und führte den Verein bis in die 2. Division. 1998 bis 2002 wurde er vom SC Untersiebenbrunn verpflichtet, die er ebenfalls in die zweithöchste Liga Österreichs fünhrte.
- Wilhelm Kreuz – War von Juli bis Oktober 2016 Trainer in Klingenbach, blieb aber ebenso erfolglos wie sein Nachfolger Günther Schiffer.

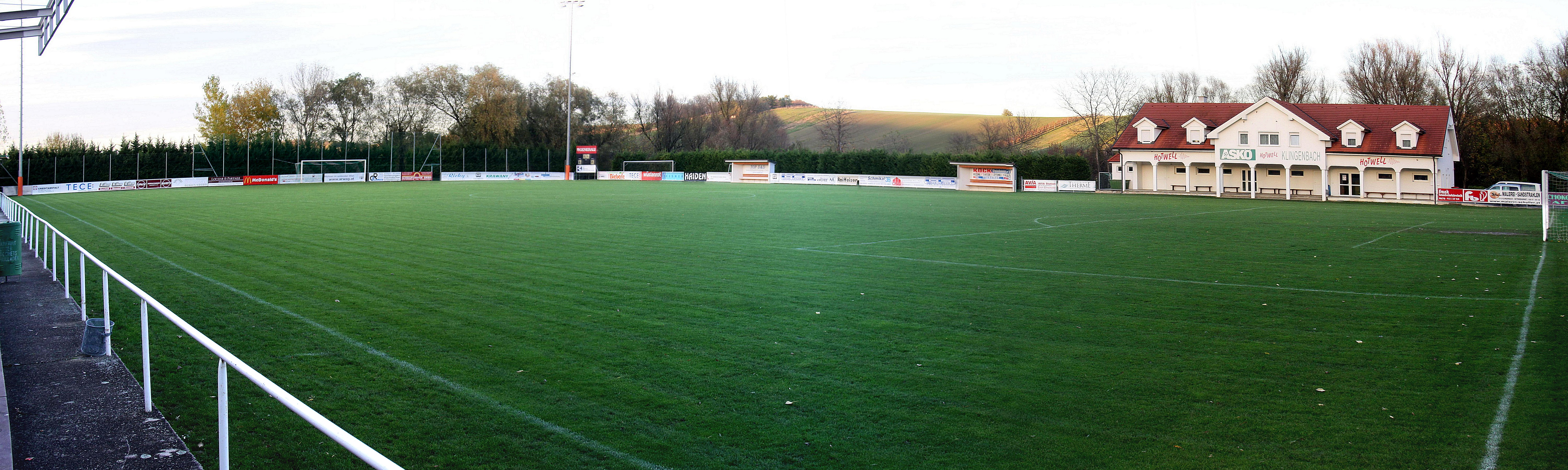
Panoramaaufnahme des Grenzstadion Klingenbach.